# Cruising Pavilion

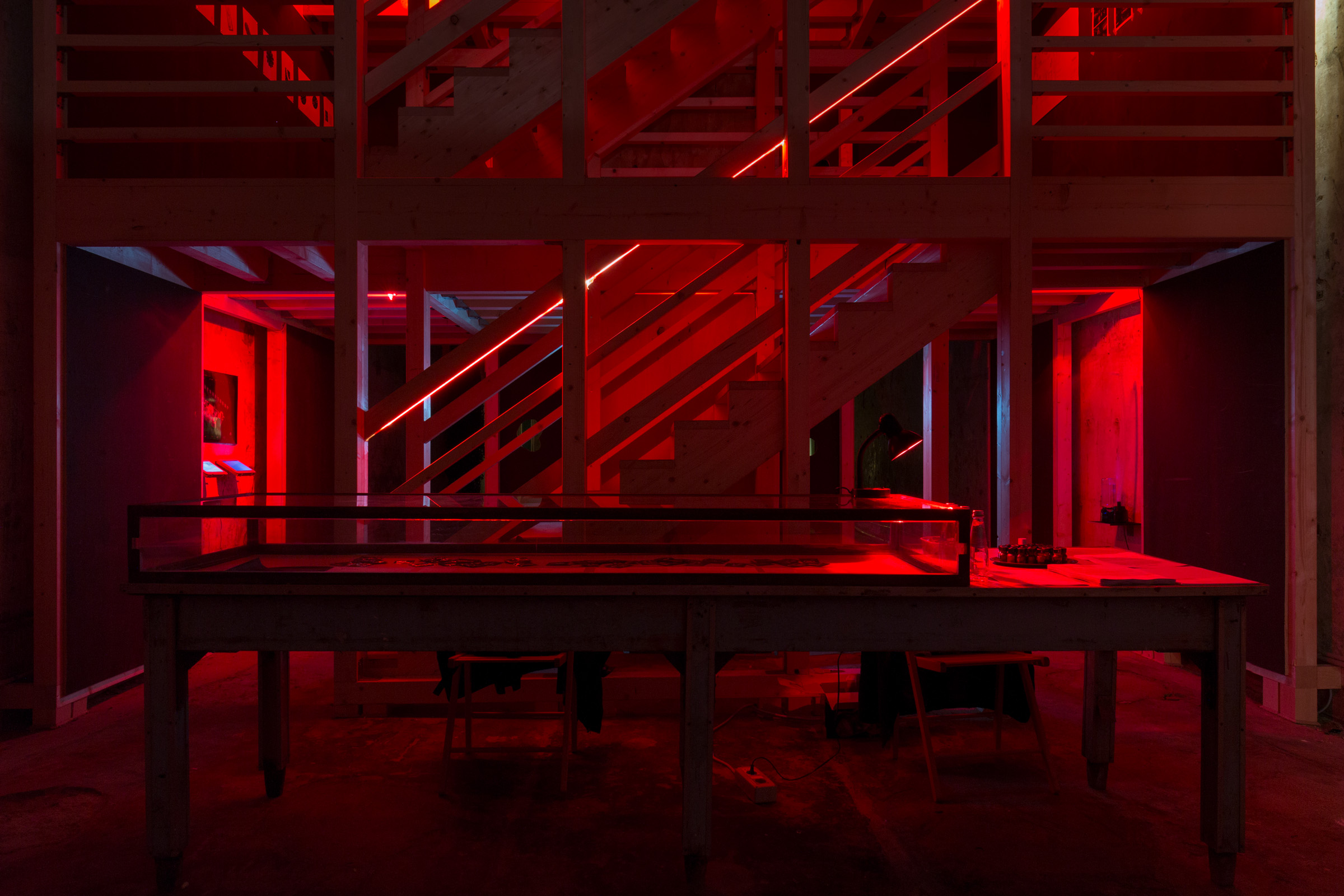
Cruising Pavilion en la Bienal de Arquitectura de Venecia en 2018.

Cruising Pavilion fue una exhibición de arte y arquitectura que exploró los lugares y prácticas del sexo casual. Fue una presentación no oficial de la 16a Bienal de Arquitectura de Venecia y se llevó a cabo del 24 de mayo al 1 de julio de 2018. Entre el 22 de febrero y el 7 de abril de 2019, se inauguró la segunda edición en Ludlow 38 en la ciudad de Nueva York. A fines de 2019, se inauguró el capítulo final del proyecto en ArkDes (Centro Sueco de Arquitectura y Diseño) en Estocolmo, y se desarrolló del 20 de septiembre al 10 de noviembre de 2019.

## Exhibición
La exhibición en Venecia fue instalada en la isla de Giudecca y buscó representar lugares donde los hombres homosexuales históricamente buscaron sexo casual y conexiones, incluidos "lugares no convencionales como estacionamientos, parques, baños y cuartos oscuros". El diseño de la exposición incluía agujeros gloriosos, una apariencia de habitaciones oscuras y elementos que buscaban demostrar aspectos de la conexión, incluidas escaleras estrechas y múltiples niveles. El programa presentó formas en que las personas LGBT "han dado forma al espacio y las formas en que la arquitectura, por lo tanto, ha dado forma al espacio para ellos". El cruising como práctica y los espacios en los que sucede fueron explorados y asegurados en la exposición, todo mientras desafiaba la heteronormatividad comúnmente expresada en la Bienal de Arquitectura de Venecia. Esto es especialmente dramático dadas las implicaciones de las aplicaciones en línea y de citas como Grindr.
La exposición en Nueva York exploró las diferentes direcciones en las que han evolucionado las prácticas de cruising. La exposición en Estocolmo, que tuvo lugar en una galería nacional, exploró la intersección de los entornos arquitectónicos y del cruising. Según el crítico Michael Bullock, "en poco menos de dos años, [Cruising Pavilion] pasó de ser una operación renegada a un proyecto institucionalizado que se muestra en un museo nacional, aunque, irónicamente, encontró su sede más distinguida en una ciudad de 2,4 millones de habitantes con solo un bar gay oficial".

## Artistas
- Cruising Pavilion en Venecia,[10] fue comisariada por Pierre-Alexandre Mateos, Rasmus Myrup, Octave Perrault y Charles Teyssou.[11] Los curadores autofinanciaron la exposición para confrontar esta subcultura LGBT que no había sido explorada a través de la arquitectura.[12] Las instalaciones incluyeron obras de Alison Veit, Andreas Angelidakis, Andrés Jaque / Office for Political Innovation, Atelier Aziz Alqatami, Carlos Reyes, Diller Scofidio + Renfro, DYKE_ON, Etienne Descloux, Hannah Quinlan & Rosie Hastings, Henrik Olesen, Ian Wooldridge, S H U Í (Jon Wang & Sean Roland), Lili Reynaud-Dewar, Pascal Cribier & Louis Benech, Monica Bonvicini, Studio Karhard, Studio Odile Decq, Özgür Kar, Pol Esteve & Marc Navarro, Prem Sahib, Tom Burr, Trevor Yeung.
- Cruising Pavilion en la ciudad de Nueva York,[1] presentó obras destacadas de Ann Krsul, Amy Cappellazzo, Alexis Roworth, Sarah Drake, Carlos Reyes, Charles Terrell, DeSe Escobar, Horace Gifford, John Lindell, Jürgen Mayer, Kayode Ojo, Madelon Vriesendorp, Maud Escudié, Philipp Timischl, Robert Getso, Robert Yang, Shu Lea Cheang, Nguyen Tan Hoang, Victoria Colmegna.
- Cruising Pavilion: Architecture, Gay Sex and Cruising Culture en Estocolmo,[2] incluyó obras de Andreas Angelidakis, Monica Bonvicini, Tom Burr, Shu Lea Cheang, Victoria Colmegna, Earl Combs, Steve Ostrow, Etienne Descloux, Diller Scofidio + Renfro, DYKE_ON, Pol Esteve, Marc Navarro, General Idea, Robert Getso, Horace Gifford, Sidsel Meineche Hansen, Nguyen Tan Hoang, Andrés Jaque, Studio Karhard, Ann Krsul, Amy Cappellazzo, Alexis Roworth, Sarah Drake, John Lindell, Henrik Olesen, Puppies Puppies, Hannah Quinlan, Rosie Hastings, Carlos Reyes, Prem Sahib, Jaanus Samma, SHUI, Treasure Island Media, Charles Terrell, Bruce Mailman, Tommy Ting, Madelon Vriesendorp, Steven Warwick, Robert Yang, Trevor Yeung.